# Gillis van Aertrike
Gillis van Aertrike (veertiende eeuw), ook Van Aertrycke, was burgemeester van Brugge.

## Levensloop
Van Aartrijke was in de veertiende eeuw een aanzienlijke patriciërsfamilie in Brugge, heren van de heerlijkheid Aartrijke. Verschillende leden van deze familie oefenden ambten uit in het stadsbestuur, als burgemeester, schepen of raadslid. Enkele onder hen werden raadsheer bij de hertogen van Bourgondië en kregen adellijke allures.
Gillis van Aertrike was de eerste die bekend werd als heer van Tillegem. De heerlijkheid Tillegem behoorde voordien tot de familie Hubrecht, meer bepaald tot burgemeester Johannes Hubrecht die tot de Leliaards behoorde en op wiens eigendommen na 1302 beslag werd gelegd. De Van Aertrikes, zelf nochtans eerder tot de Leliaerts behorende, kregen de heerlijkheid Tillegem toegewezen.  
Gillis speelde gedurende twintig jaar een rol in het Brugse stadsbestuur, als volgt:
- 1312-1318: schepen
- 1318-1319: raadslid
- 1319-1320: schepen
- 1323-1324: schepen
- 1330-1331: eerste schepen
- 1331-1332: eerste schepen
- 1333-1334: burgemeester van de raadsleden
- 1334-1335: burgemeester van de schepenen
- 1335-1336: raadslid
- 1336-1337: burgemeester van de schepenen

Toen hij in 1312 voor het eerst lid werd van het stadsbestuur, behoorde Gillis van Aertricke tot de Leliaerts en tot de tegenstanders van de Vlaamse graaf en vooral van zijn zoon Robrecht van Kassel, die met brutaliteit in naam van zijn vader optrad.
In 1320, tijdens de zoveelste strijd tussen Brugge en de graaf Robrecht van Bethune (1249-1322) en zijn zoon Robrecht van Kassel (1278-1331), rukte deze laatste op naar Damme met de bedoeling het Zwin te blokkeren en de handelsbedrijvigheid in de havenstad onmogelijk te maken. Gillis van Aertricke liep hierbij, zoals anderen, schade op, die hem jaren later, in 1333, door de stad zou worden vergoed.
Brugge begaf echter niet onder de blokkade en het werd de graaf duidelijk dat een politiek van geweld de problemen niet zou oplossen. Met toestemming van Brugge werd in 1322 een scheidsrechterlijke commissie aangesteld, met afgevaardigden van Gent en Ieper, om een oplossing te vinden. In de rand hiervan, wanneer een resultaat uitbleef, werd een alliantie gesloten tussen Gent en Brugge om samen hun voorrechten te beveiligen en vooral ook over het vrije handelsverkeer te waken. In het comité dat werd opgericht om deze alliantie verder uit te voeren, behoorde Gillis van Aertrike tot de vijf Brugse leden.
Gillis van Aertrike overleed zonder gekend nageslacht en werd als heer van Tillegem opgevolgd door zijn broer Simon.

## Bron
- Dirk VANDENAUWEELE, Schepenbank en schepenen te Brugge (1127-1384). Bijdrage tot de studie van een gewone stedelijke rechts- en bestuursinstelling, met lijst van Wetsvernieuwingen van 1211 tot 1357, doctoraatsverhandeling (onuitgegeven), Katholieke Universiteit Leuven, 1977.